# Port lotniczy Nagpur
Port lotniczy Nagpur (IATA: NAG, ICAO: VANP) – międzynarodowy port lotniczy położony w Nagpur, w stanie Maharashtra, w Indiach.

## Linie lotnicze i połączenia
| Linia Lotnicza  | Kierunek |
| --------------- | --- |
| Air Arabia      | 1. Szardża |
| Air India       | 1. Delhi 2. Mumbaj |
| IndiGo Airlines | 1. Ahmadabad 2. Aurangabad (do 28 marca 2025) 3. Bengaluru 4. Delhi 5. Goa-Mopa 6. Hajdarabad 7. Indore 8. Kolkata 9. Mumbaj 10. Nashik (do 28 marca 2025) 11. Pune |
| Qatar Airways   | 1. Doha |
| Star Air        | 1. Belagavi 2. Bengaluru 3. Kishangarh 4. Lucknow 5. Nander 6. Pune                                                                                                 |